# 768 Struveana
768 Struveana
768 Struveana là một tiểu hành tinh ở vành đai chính. Nó được G. N. Neujmin phát hiện ngày 4.10.1913 ở Simeiz (Krym, Ukraina), và được đặt theo các tên 3 nhà thiên văn học Đức-Nga Friedrich Georg Wilhelm von Struve, Otto Wilhelm von Struve và Karl Hermann Struve..